# 제25회 아카데미상
제25회 아카데미상은 1953년 3월 19일에 열린 시상식이다. LA RKO 팬타지스 극장에서 개최되었으며 사회자는 밥 호프, 코너드 나젤, 프레드릭 마치이다.

## 후보 및 수상

### 작품상
- 지상 최대의 쇼 - 세실 B. 데밀 수상
- 하이 눈 - 스탠리 크레이머
- 아이반호 - 팬드로 S. 버먼
- 물랑 루즈 - 존 휴스턴
- 말 없는 사나이 - 존 포드

### 남우주연상
- 하이 눈 - 게리 쿠퍼 수상
- 배드 앤 뷰티 - 커크 더글러스
- 라벤더 힐 몹 - 알렉 기네스
- 물랑 루즈 - 호세 페러
- 혁명아 자파타 - 말론 브란도

### 여우주연상
- 사랑하는 시바여 돌아오라 - 셜리 부스 수상
- 결혼 멤버 - 줄리 해리스
- 스타 - 베티 데이비스
- 서든 피어 - 조안 크로포드
- 내 마음 속의 노래와 - 수잔 헤이워드

### 남우조연상
- 혁명아 자파타 - 앤서니 퀸 수상
- 말 없는 사나이 - 빅터 매클래글렌
- 나의 사촌 레이첼 - 리처드 버튼
- 빅 스카이 - 아서 허니커트
- 서든 피어 - 잭 펄런스

### 여우조연상
- 배드 앤 뷰티 - 글로리아 그레이엄 수상
- 내 마음 속의 노래와 - 델마 리터
- 사랑하는 시바여 돌아오라 - 테리 무어
- 물랑 루즈 - 콜렛 머챈드
- 사랑은 비를 타고 - 진 헤이근

### 감독상
- 말 없는 사나이 - 존 포드 수상
- 다섯 손가락 - 조셉 L. 맨키위즈
- 지상 최대의 쇼 - 세실 B. 데밀
- 하이 눈 - 프레드 진네만
- 물랑 루즈 - 존 휴스턴

### 각본상
- 라벤더 힐 몹 - T.E.B. 클라크 수상

### 각색상
- 배드 앤 뷰티 - 찰스 슈니 수상

### 촬영상
- 배드 앤 뷰티 - 로버트 서티스 수상
- 말 없는 사나이 - 윈톤 C. 호크 수상

### 편집상
- 하이 눈 - Elmo Williams 수상

### 미술상
- 물랑 루즈 - Paul Sheriff 수상
- 배드 앤 뷰티 - 세드릭 기븐스 수상

### 의상상
- 물랑 루즈 - Marcel Vertes 수상
- 배드 앤 뷰티 - 헬렌 로즈 수상

### 원작상
- 지상 최대의 쇼 - 프레드릭 M. 프랭크 수상

### 음악상
- 하이 눈 - 디미트리 티옴킨 수상
- 내 마음 속의 노래와 - 알프레드 뉴먼 수상

### 주제가상
- 하이 눈 - 디미트리 티옴킨 수상

### 음향믹싱상
- 소리의 장벽 - 런던 영화음향팀 수상

### 특수효과상
- 플리머스 어드벤쳐 - M-G-M 수상

### 단편애니메이션상
- Johann Mouse - Fred Quimby 수상

### 단편영화상
- Light in the Window - Boris Vermont 수상
- Water Birds - 월트 디즈니 수상

### 장편다큐멘터리상
- The Sea Around Us - 어윈 앨런 수상

### 단편다큐멘터리상
- 이웃들 - 노먼 맥라렌 수상

### 공로상
- 머리안 C. 쿠퍼 수상
- 밥 호프 수상
- Harold Lloyd 수상
- George Alfred Mitchell 수상
- 조셉 M. 쉔크 수상

### 어빙 탤버그 상
- 세실 B. 데밀 수상

## 같이 보기
- 제6회 영국 아카데미 영화상
- 제10회 골든 글로브상